# Penectomia

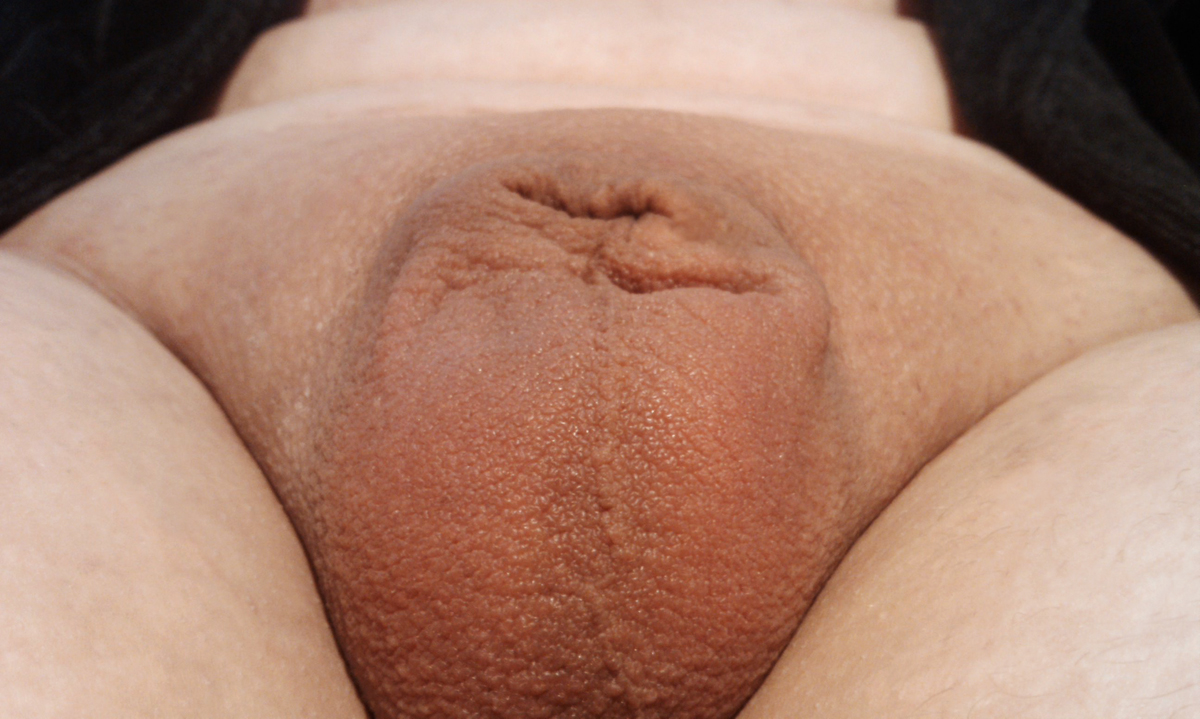
Esiti di penectomia parziale.

La penectomia  consiste nell'amputazione chirurgica totale o parziale del pene.

## Patologie
Il carcinoma del pene è una patologia rara (1:100000 circa) che può richiedere tale intervento chirurgico.

## Traumi e comportamenti patologici
Alcuni traumi indotti o meno a livello del pene se non corretti per tempo possono indurre a una gangrena dello stesso, costringendo all'amputazione.
Patologie quali il diabete, possono compromettere la circolazione periferica inducendo il chirurgo ad amputare il pene.

## Chirurgia estetica
Può essere utilizzata per individui transessuali insieme con la chirurgia plastica di ricostruzione dei genitali femminili per il cambio di genere.